# (12750) Berthollet
(12750) Berthollet est un astéroïde de la ceinture principale.

## Description
(12750) Berthollet est un astéroïde de la ceinture principale. Il fut découvert le 18 février 1993 à l'Observatoire de Haute-Provence par Eric Walter Elst. Il présente une orbite caractérisée par un demi-grand axe de 2,58 UA, une excentricité de 0,05 et une inclinaison de 14,4° par rapport à l'écliptique.

## Compléments